# NGC 536
NGC 536 è una vasta galassia a spirale barrata situata nella costellazione di Andromeda a una distanza di circa 236 milioni di anni luce dalla nostra Via Lattea.

## Descrizione
NGC 536 è stata utilizzata da Gérard de Vaucouleurs come galassia di tipo morfologico (R1')SAB(r)ab nel suo atlante delle galassie..
La galassia ha una classe di luminosità II e presenta una larga riga a 21 cm dell'idrogeno neutro. È inoltre considerata una galassia attiva (AGN), anche se non è chiarito il tipo di attività.

## Scoperta
NGC 536 è stata scoperta il 13 settembre 1784 dall'astronomo britannico di origine tedesca William Herschel.

## Gruppo di NGC 507 e HCG 10

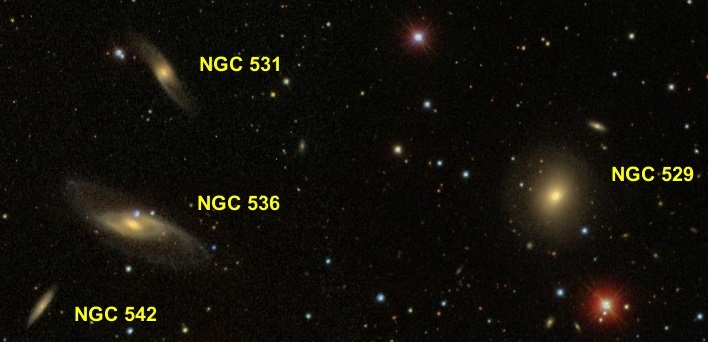
Il gruppo compatto di Hickson HCG 10 nelle immagini SDSS.

Assieme a NGC 529, NGC 531 e NGC 542, NGC 536 fa parte del Hickson Compact Group HCG 10. 
NGC 536 fa anche parte del Gruppo di NGC 507, un vasto raggruppamento che comprende almeno 42 galassie, 21 delle quali figurano nel New General Catalogue (NGC) e 5 nell'Index Catalogue (IC). Quattro membri di questo gruppo sono anche inclusi tra le galassie di Markarian. La  galassia più luminosa del gruppo è NGC 507, mentre la più estesa è proprio NGC 536.

## Supernova
Il 27 giugno 1963, all'interno di NGC 536 è stata scoperta la supernova SN 1963N da parte di H. S. Gates nel corso delle ricerche condotte dall'osservatorio Palomar. Non è stata identificata la tipologia di supernova a cui apparteneva  SN 1963N.